# Akari Oumi
Akari Oumi (近江 あかり, Oumi Akari) est une ancienne joueuse de volley-ball japonaise née le 10 novembre 1989 à Kyoto (Préfecture de Kyoto). Elle mesure 1,71 m et jouait au poste de réceptionneuse-attaquante. Elle a totalisé 20 sélections en équipe du Japon. Elle a mis un terme à sa carrière de volleyeuse professionnelle en 2017.

## Clubs
| Club             | De        | À         |
| ---------------- | --------- | --------- |
| Université Tōkai | 2008-2009 | 2011-2012 |
| NEC Red Rockets  | 2012-2013 | 2016-2017 |

## Palmarès

### Équipe nationale
- Championnat d'Asie et d'Océanie
  - Finaliste : 2013.

### Clubs
- V Première Ligue
  - Vainqueur : 2015, 2017.
- Tournoi de Kurowashiki
  - Finaliste : 2013, 2016.
- Coupe de l'impératrice
  - Finaliste : 2015.
- Championnat AVC des clubs
  - Vainqueur : 2016.